# トミー・ボーリン
トミー・ボーリン（Tommy Bolin、1951年8月1日 - 1976年12月4日）は、アメリカ人のロック・ギタリスト。
ジェイムス・ギャングの3代目ギタリスト、ディープ・パープルの2代目ギタリストとして知られる。

## 略歴

### 生い立ち
アメリカ合衆国アイオワ州スーシティで生まれる。本名トーマス・リチャード・ボーリン。
12歳からドラムを叩き始め、その後ギターを弾き始める。オルガンの演奏も経験したとされる。

### 黎明期
幾つかのアマチュア・バンドを経て、1968年、ハードロック・バンドのゼファー（Zephyr）のギタリストとしてプロ・デビューを果たす。
ゼファーに3年間在籍した後、エナジー（Energy）というバンドに移籍。

### ジェイムス・ギャング
エナジーを脱退した後の1973年、既に成功を収めていたアメリカのハード・ロック・バンド、ジェイムス・ギャングにドミニク・トロイアーノの後任の3代目ギタリストとして加入。初代ギタリストのジョー・ウォルシュの推薦を得て迎えられた。
アルバム『バング』（1973年）と『マイアミ』（1974年）の制作に参加した。
ジェイムス・ギャングでの活動の合間の1973年5月、ジャズ・フルート奏者のジェレミー・スタイグの紹介により、ジャズ・ドラマーのビリー・コブハムのアルバム『スペクトラム（Spectrum）』に参加し、高い評価を得る。
1974年7月にジェイムス・ギャングを脱退。セッション活動に携わる傍ら、ソロ・アルバムの製作を開始する。

### ディープ・パープル

ディープ・パープル時代 - 中央がボーリン (1976年)

1975年6月、ディープ・パープルにリッチー・ブラックモアの後任として加入。ジョン・ロードがイアン・ペイスの自宅に赴いた際に、ペイスが聴いていた『スペクトラム』の’Quadrant 4’でボーリンが披露したギター・ソロに衝撃を受け、彼に加入を打診したという。
デイヴィッド・カヴァデールもロードにボーリンを推薦して、彼を迎えてバンドを継続して欲しいと直訴していた。
グレン・ヒューズは、ボーリンの加入にはデヴィッド・ボウイの協力があったと述べている。
同年10月にリリースされたアルバム『カム・テイスト・ザ・バンド』は、ボーリンが在籍した第4期ディープ・パープルの唯一の作品になった。彼は新メンバーながら曲作りの中心的な役割を果たした。
同年11月17日、初のソロ・アルバム『ティーザー（Teaser）』をリリース。参加ミュージシャンにはヒューズ、ボビー・バーグ、スタンリー・シェルダン、デイヴィッド・フォスター、ジェフ・ポーカロ、フィル・コリンズ、ヤン・ハマー、デイヴィッド・サンボーン、ナラダ・マイケル・ウォルデン等、後に音楽シーンで活躍する面々が名を連ねている。
同年11月から1976年3月まで行なわれたディープ・パープルのワールド・ツアーに参加し、その一環として12月8日から15日まで行なわれた通算3回目の日本公演で初来日した。しかしツアーの途中で麻薬常習癖に起因する身体異常が現われた。最終日の12月15日に日本武道館で行なわれた東京公演では左腕と指が麻痺して、まともに演奏できたのはボトルネックギター奏法だけだった。

ワールド・ツアー最終日の1976年3月15日のリヴァプール公演の後、ロードとペイスは楽屋で話し合ってディープ・パープルの解散を決めた。解散はボーリンとヒューズには伏せられたまま、予定されていたドイツ公演がキャンセルされた。
ボーリンは6月からロサンゼルスでソロ・アルバムの制作を開始。ディープ・パープルは7月に解散を発表した。彼は9月に2枚目のソロ・アルバム『當墓林 (魔性の目)』を発表し、自分のバンドを結成してソロ・ツアーを行なった。当時、雑誌サーカスに「ディープ・パープルのマネージメントからは、ツアーが終わってから何の連絡もない」と語っている。

### 死
1976年12月4日、ジェフ・ベックのツアーに前座として参加中、フロリダ州マイアミのホテルにて死去。25歳。死因は麻薬の過剰摂取 (オーバードース) であると発表された。

## 評価
死の翌年の1977年3月、パープル・レコード/ワーナー・ブラザース・レコードは追悼の意味も込めて、前述の1975年12月15日の東京公演の一部を収録したライヴ・アルバム『ラスト・コンサート・イン・ジャパン』を日本、オーストラリア、ドイツなどで発表した。当時はこれらの件のために、「ディープ・パープルを解散に追いやった下手くそギタリスト」の烙印を押されてしまう他、ソロ・アルバムでのジャズとロックの融合もジェフ・ベックが美味しい所を持って行ってしまう等、最近では「悲運のギタリスト」と呼ばれることもある。
近年ではアルバムの再発などによって再評価する声がある。

## 使用楽器
トミー･ボーリンが使用した楽器はフェンダー社のストラトキャスターが3本、ギブソン社のレスポール・スタンダードが1本、ビグスビーB5トレモロユニットが装着されたギブソン・レスポール・サンバーストが1本、ディープ・パープルでの来日時にヤマハから提供された特注SX-125が1本である。
ストラトキャスターは3本とも1950年代製ワン・ピース・メイプル・ネックが特徴のスモールヘッドモデルで、特に有名なのが3トーン･サンバースト･フィニッシュの個体だった(3トーン･サンバーストのボディに50年代後半製のネックを移植したとされている)。
また3本の内1本がテレキャスターのネックを取り付けており、さらにボディの塗装を剥がし、ニスと思われる塗料で塗り直されていた。この個体はジェイムズ・ギャング時代にメインギターとして使用されていた。
ディープ・パープル在籍中、1974~5年製と思われるラージ・ヘッドでブラック・ボディのストラトを手に入れ使用していたことがあった。
ディープ･パープル在籍時の使用アンプはハイワット社のカスタムハイワット100・DR-103のアンプヘッドを3台、スピーカーはサウンドシティ社の12インチスピーカーが4個登載されたキャビネットを6台並べ、さらにレスリー・スピーカーをセッティングしていた。

エフェクター類についてはファズ、マエストロ社のエコー・プレックスやMXR社のフェイザー、オクターヴァーなどを主に使用していた。
ピックはヘルコ製のナイロン・ピックだった。

## ディスコグラフィ

### リーダー・アルバム
- 『ティーザー』 - Teaser (1975年) ※旧邦題『炎のギタリスト』
- 『當墓林 (魔性の目)』 - Private Eyes (1976年)
- The Ultimate: The Best of Tommy Bolin (1989年) ※コンピレーション
- From the Archives, Vol. 1 (1996年) ※コンピレーション、アウトテイク集
- The Bottom Shelf, Volume 1 (1997年) ※コンピレーション、アウトテイク集
- From the Archives, Vol. 2 (1997年) ※コンピレーション、アウトテイク集
- Come Taste the Man (1999年) ※コンピレーション、アウトテイク集
- Snapshot (1999年) ※コンピレーション、アウトテイク集
- Naked (2000年) ※コンピレーション、アウトテイク集
- Naked II (2002年) ※コンピレーション、アウトテイク集
- After Hours: The Glen Holly Jams, Volume 1 (2002年) ※コンピレーション、ジャム・セッション
- Whips and Roses (2006年) ※1975年録音、『ティーザー』アウトテイク集
- Whips and Roses II (2006年) ※1975年録音、『ティーザー』アウトテイク集
- The Ultimate Redux (2008年) ※コンピレーション
- 『トリビュート・トゥ・ミー』 - Great Gypsy Soul (2012年) ※アウトテイクにさまざまなアーティストがオーバーダビングした作品
- 『炎の旋風』 - Whirlwind (2013年) ※コンピレーション、アウトテイク集
- Captured Raw Jams, Vol. 1 (2014年) ※1973年-1976年録音、ジャム・セッション

### トミー・ボーリン・バンド
- 『ファンダンゴ・キッド ライヴ・アット・エベッツ・フィールド 1974』 - Live at Ebbets Field 1974 (1997年) ※1974年ライブ録音
- Live at Ebbets Field 1976 (1997年) ※1976年ライブ録音
- Live at Northern Lights Recording Studio, Maynard, MA (1997年) ※1976年ライブ録音
- First Time Live (2000年) ※1976年ライブ録音
- Live 9/19/76 (2001年) ※1976年ライブ録音
- Live in Miami at Jai Alai: The Final Show (2002年) ※1976年ライブ録音
- Alive on Long Island (2003年) ※1976年ライブ録音
- Albany NY, September 20, 1976 (2005年) ※1976年ライブ録音
- Live at the Jet Bar (2005年) ※1976年ライブ録音

### ゼファー
- 『驚異のゼファー登場』 - Zephyr (1969年)
- 『ゴーイング・バック・トゥ・コロラド』 - Going Back to Colorado (1971年)
- 『ゼファー・ライヴ』 - Zephyr Live At Art's Bar And Grill, May 2, 1973 (1997年) ※1973年ライブ録音

### エナジー
- The Energy Radio Broadcasts 1972 (1998年) ※1972年ライブ録音
- Energy (1999年) ※1972年録音、未発表スタジオ・アルバム
- Live at Tulagi in Boulder and Rooftop Ballroom in Sioux City, December 1972 (2003年) ※1972年ライブ録音

### ジェイムス・ギャング
- 『バング』 - Bang (1973年)
- 『マイアミ』 - Miami (1974年)

### ディープ・パープル
- 『カム・テイスト・ザ・バンド』 - Come Taste the Band (1975年)
- 『ラスト・コンサート・イン・ジャパン』 - Last Concert in Japan (1977年) ※1975年12月15日の東京公演のライブ録音の一部。
- 『ディス・タイム・アラウンド：ライヴ・イン・トーキョー』 - This Time Around: Live in Tokyo (2001年) ※1975年12月15日の東京公演のライブ録音の全部。
- 『ライヴ・アット・ロング・ビーチ・アリーナ 1976』 - King Biscuit Flower Hour Presents: Deep Purple in Concert (1995年) ※1976年録音。『On the Wings of a Russian Foxbat』『Deep Purple: Extended Versions』『Live at Long Beach 1976』として再発あり。
- 『デイズ・メイ・カム・アンド・デイズ・メイ・ゴー』 - Days May Come and Days May Go (2000年) ※1975年録音、『カム・テイスト・ザ・バンド』の制作に先立って行なわれたジャム・セッションを収録。
- Phoenix Rising (2011年) ※1975年-1976年ライブ録音

### 参加アルバム
- ビリー・コブハム : 『スペクトラム』 - Spectrum (1973年)
- ビリー・コブハム : Love Child: The Spectrum Sessions (2002年) ※1973年録音、ジャム・セッション
- ビリー・コブハム : Rudiments: The Billy Cobham Anthology (2004年) ※コンピレーション
- アルフォンス・ムゾーン : 『マインド・トランスプラント』 - Mind Transplant (1975年)
- アルフォンス・ムゾーン : Tommy Bolin & Alphonse Mouzon Fusion Jam (1999年) ※1974年録音、ジャム・セッション
- モキシー : 『モキシー・ファースト』 - Moxy (1975年) ※6曲でギター・ソロ担当
- Patch of Blue : Patch of Blue Live! (1999年) ※1967年ライブ録音